# Cicadomorpha
Cicadomorpha je infrared reda insekata Hemiptera koji obuhvata cikade, patuljaste cvrčke, gorbatke, i penike. Širom sveta postoji oko 35.000 opisanih vrsta. Oni su rasprostranjeni širom sveta. Svi članovi ove grupe se hrane biljaka, a mnogi proizvode bilo zvukove ili vibracione ekvivalente kao oblik komunikacije. Najraniji fosili cikadomorfa prvi put se pojavljuju tokom kasnog perma.